# Еменка
Еменка, Яменка — река в России, протекает по Невельскому и Великолукскому районам Псковской области. От истока в озере Яменец до озера Еменец называется Яменка, ниже озера Еменец — Еменка.

## География и гидрология
Река течёт сначала на север, после города Невель поворачивает на восток. Устье реки находится на территории Борковской волости Великолукского района у деревни Комша примерно через 120 метров после озера Комшино в 409 км от устья по левому берегу реки Ловать. Длина реки составляет 64 км.
В озеро Комшино (Комша) (в 4 км от устья) справа от Еменки впадает река Шестиха.
Река протекает через озёра Еменец, Невель, Комшино (Комша).
У истока река протекает по территории Лобковской волости. С озером Еменец граничат четыре волости. Еменка, вытекая из озера Еменец является пограничной между Артёмовской волостью справа (деревня Созыкино) и Плисской волостью слева (деревня Рыкшин). Вытекая из озера Невель, река протекает через центр города Невель. После Невеля река течёт по Ивановской волости. Здесь расположены деревни Кухарево, Колпино, Марьино, Колесниково, Кокорево, Плескушино, Обухово, Мацкевичи, Песок, Пересеченки и Ваулино.
В реку сбрасывает сточные воды МУП Невельского района «Водоканал»

## Данные водного реестра
По данным государственного водного реестра России относится к Балтийскому бассейновому округу, водохозяйственный участок реки — Ловать и Пола, речной подбассейн реки — Волхов. Относится к речному бассейну реки Нева (включая бассейны рек Онежского и Ладожского озера).
Код объекта в государственном водном реестре — 01040200312102000022691.